# Lucius Shepard

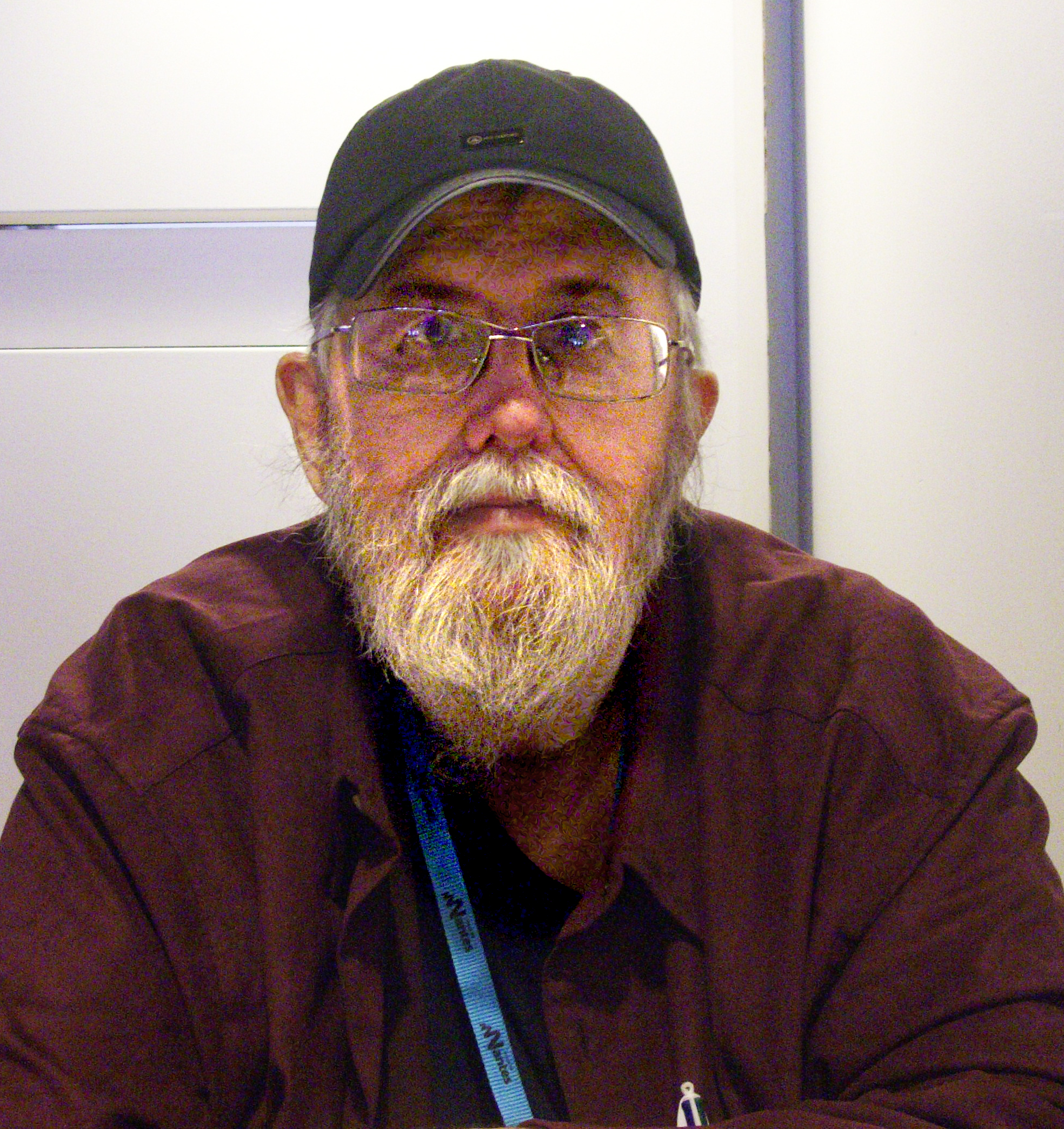
Lucius Shepard, Utopiales 2011

Lucius Taylor Shepard (Lynchburg, Virginia, 21 augustus 1947 - Portland (Oregon), 18 maart 2014) was een Amerikaans sciencefiction- en fantasyschrijver.
Hij groeide op in Florida en liep van huis weg op zijn vijftiende. Hij ging naar Ierland op een vrachtschip en vandaar naar vele landen en beroepen in Europa, Afrika en Azië. Gedurende de jaren 70 speelde hij in een rock-'n-roll-band.
Het omslagpunt kwam in 1980, toen Shepard de Clarion Workshop bezocht voor aspirant SF-schrijvers. In 1981 verkocht hij zijn eerste kort verhaal Black Coral. In 1981 en 1982 werkte hij als freelance journalist in El Salvador, tijdens de burgeroorlog. Zijn eerste roman Green Eyes verscheen in 1984.
Shepard won de John W. Campbell Award voor beste nieuwe schrijver in 1985, en in 1986 de Nebula Award voor zijn novelle R&R, later uitgebreid tot de roman Life During Wartime. De novelle Barnacle Bill the Spacer won de Hugo Award en de Locus Award in 1993.
Hij won nog zeven keer de Locus Award: 1985 - Salvador (kort verhaal); 1987 - R&R (novelle); 1988 - The Jaguar Hunter (verzamelbundel);  1989 - The Scalehunter's Beautiful Daughter (novelle); 1990 - The Father of Stones (novelle); 1994 - The Golden (horror roman) en in 2001 met de novelle Radiant Green Star. De World Fantasy Award verdiende hij twee keer: in 1988 met The Jaguar Hunter en in 1992 met de verzamelbundel The Ends of the Earth.
Romans
- Green eyes (1984)
- Life During Wartime (1987)
- Kalimantan (1990)
- The Golden (1993)
- Valentine (2002)
- Colonel Rutherford’s Colt (2003)
- Floater (2003)
- Louisiana Breakdown (2003)
- A Handbook of American Prayer (2004)
- Trujillo (2004)
- Viator (2004)
- Softspoken (2007)

Verzamelbundels
- The Jaguar Hunter (1987)
- The Ends of the Earth (1990)
- Barnacle Bill the Spacer (1997)
- Beast of the Heartland (1999)
- Two Trains Running (2004)
- Eternity (2005)
- Dagger Key (2007)
- Skull City (2008)
- Vacancy & Ariel (2009)

Non-fictie
- Sports & Music (1994)
- Weapons of Mass Seduction (2005)
- With Christmas in Honduras: Men, Myths and Miscreants in Modern Central America (2008)